# Georg Lunge
Georg Lunge (Breslávia, 15 de setembro de 1839 — Zurique, 3 de janeiro de 1923) foi um químico alemão.

## Vida
Seu pai, Heinrich Lunge, era comerciante. Georg foi estudar no Maria-Magdalenen-Gymnasium em Breslávia, onde, com 16 ½ anos de idade, fez o Abitur. Georg Lunge em seguida estudou química na Universidade de Wrocław, onde foi aluno de Carl Jacob Löwig. Obteve o doutorado sob a orientação de Ferdinand Julius Cohn, em 1859, e prosseguiu os estudos na Universidade de Heidelberg, orientado por Robert Bunsen. Retornando à Silésia, em 1860 dedicou-se a trabalhos na florescente indústria química. A fim de adquirir mais experiência, em 1864 foi para a Inglaterra. Nas proximidades de Newcastle upon Tyne, foi diretor de uma recém fundada fábrica de soda. Seu casamento, em 1869, com a filha de um dono de fábrica, terminou em 1895. Desta ligação teve três filhos e três filhas.

## Realizações
A produção industrial de soda com todos os seus derivados desenvolveu-se como uma indústria fundamental de química inorgânica. A técnica de fabricação de soda tornou-se a grande atividade de pesquisa de Lunge. Uma série de artigos em inglês e alemão tornaram Lunge famoso como químico técnico. Em 1876 tornou-se professor de química técnica do Instituto Federal de Tecnologia de Zurique, apoiado por Heinrich Caro. O Nobel de Química de 1918, Fritz Haber, foi seu assistente. Em diversos trabalhos Lunge envolveu-se com processos técnicos e também com análise. Como autor enriqueceu a literatura científica com diversas obras. Com suas obras Die Industrie des Steinkohlentheers und des Ammoniaks, Destillation des Steinkohlentheers e Schwefelsäure und Alkali fundamentos sua posição como maior autoridade nestas áreas. A lista de suas publicações atinge quase 700 títulos. Aposentou-se em 1907 
Esta sepultado no Südwestkirchhof Stahnsdorf.

## Obras
- Literatura de e sobre Georg Lunge (em alemão) no catálogo da Biblioteca Nacional da Alemanha